# كاميليا (ممثلة)
كاميليا (13 ديسمبر 1919 - 31 أغسطس 1950)، ممثلة مصرية من أصول يهودية، اسمها الحقيقي هو «ليليان فيكتور ليفي كوهين» تعتبر أكثر نجمات السينما المصرية تألقًا وأعلاهن أجرًا في منتصف الأربعينيات وحازت شهرة واسعة. ارتبط اسمها بعدة حوادث وألغاز سياسية ومخابراتية. وبملك مصر آنذاك الملك فاروق وشاع بقوة بأن بينهما علاقة أو أنها حظيته بشكل يتخطى أخبار الصحف الصفراء. توفيت في حادث سقوط طائرة بشكل غامض وقد أثيرت حولها مؤامرات حول التجسس لصالح الموساد الإسرائيلي. آخر الأفلام المصرية التي قدمتها كان فيلم آخر كدبة مع سامية جمال وفريد الأطرش عام 1950.

## نشأتها
ولدت كاميليا لأم مسيحية كاثوليكية مصرية من أصول إيطالية تدعى «أولجا لويس أبنور»، والتي حملت بها سفاحا، وتكاثرت الأقاويل حول والد «كامليا»، فقيل أن والدها هو مهندس فرنسي كان يعمل في قناة السويس، بينما أكدت رواية أخرى أن والدها كان تاجر إيطالي هرب عائدًا إلى بلده بعد خسائر مادية كبيرة، بينما تقول رواية ثالثة تقول إن والدها مسيحي مات بعد ولادتها بأيام، ليتبناها زوج أمها الصائغ اليوناني الثري اليهودي الديانة «فيكتور ليفى كوهين»، ومن ثم أصبحت تحمل اسمه لتصبح مسيحية الديانة، ويهودية على الورق. عمدتها والدتها كمسيحية ونشأت في حي الأزاريطة الشعبي بالإسكندرية نشأة فقيرة هي وأمها على إيرادات البنسيون الذي تمتلكه أمها. ظهر جمالها بشكل واضح في سن المراهقة. اكتشفها المخرج (أحمد سالم) وهي في سن السابعة عشر وأعجب بها إعجابًا شديدًا بمجرد رؤيتها للمرة الأولى وفتح لها بنفسه باب الشهرة والنجومية بعد أن أحبها وصمم على جعلها نجمة سينمائية. فخصص لها أساتذة في الإتيكيت، واختار لها اسمها الفني الذي عرفت به دائمًا (كاميليا)، ولكن بعد مضي فترة من عدم تنفيذه لوعده لها بجعلها نجمة سينمائية، قررت أن تشق طريقها بدونه. وبفضل قدراتها الاجتماعية تمكنت من الوصول إلى (يوسف وهبي) الذي قرر ضمها لفيلمه (القناع الأحمر).

## مسيرتها الفنية
ففي عام 1946 رآها المخرج أحمد سالم وهي في السابعة عشر من عمرها في إحدى المناسبات العامة فتوسم فيها وجهًا جديدًا وتعاقد معها على أن تكون تحت الاختبار ووعدها بأن يجعلها ممثلة مشهورة فقام بتدريبها على التمثيل والرقص على يد مدربين لتبدأ حياتها الفنية. عارضت أمها وتشبثت البنت التي لم تلبث أن خيبتها التجربة فلقد كانت لهجتها العربية مشوبة بلكنة أجنبية فقد تعلمت اللغة العربية حتى اتقنتها وسعت إلى السينما من جديد فأظهرها المسرحي يوسف وهبي في فيلم «القناع الأحمر».
تصاعدت نجومية (كاميليا) وبسرعة أصبحت حديث المجلات والوسط الفني. وربطت بينها وبين الفنان (رشدي أباظة) إشاعات قوية عن علاقة غرامية بينهما. تطور الأمر إلى إعجاب الملك فاروق الشديد بها بعد أن رآها على أغلفة المجلات ومحاولته خطب ودها. وقيل أنها أصرت في الحفلة التي رآها فيها للمرة الأولى على أن تغني وترقص عندما علمت بوجوده. وقضت بضع سنوات في شهرة فائقة. قبل أن يتطور الموضوع أكثر وأكثر ويتقاطع مع الحرب العربية-الإسرائيلية ونشوء دولة إسرائيل ويدخل في حياتها عنصر جديد هو الجاسوسية. فالوضع الذي فاحت رائحته جذب أنظار أجهزة المخابرات إلى وجود شخص جديد يمكنه أن يحصل على معلومات في قمة الأهمية.
وبالنظر إلى الوضع الديني المعقد لـ (كاميليا) التي تحمل اسمًا يهوديًا وديانة مسيحية وشائعات قوية حول كونها يهودية الديانة بالفعل. مع وجود أخبار قوية أن الملك فاروق بدأ يضيق ذرعًا بمنافسة (رشدي أباظة) له عليها. بدا حادث موتها في انفجار الطائرة الذي أودى بحياتها عام 1950 أكثر وأكثر غموضًا وتضاربت الأقوال حول حقيقة ما حدث. وإلى اليوم تظل تفسيرات وفاتها متضاربة بين تفسيرات الجاسوسية لاسرائيل وتفسيرات الجاسوسية لمصر وتفسيرات الانتقام من قِبل الملك فاروق. عثر على جثمانها نصف متفحم بين الحطام وصلت عليها أمها صلاة المسيحيين الكاثوليك في كنيسة القديس يوسف بالأنتيكخانة.

## وفاتها
توفيت في ظروف غامضة في 31 أغسطس 1950 عندما سقطت أول طائرة مدنية مصرية وهي الطائرة «ستار أوف ماريلاند» (رحلة رقم 903) في الساعة الرابعة فجرًا بالقرب من محافظة البحيرة، والتي كانت متجهه إلى روما. وتبين أن الطائرة كانت تقل 48 راكبًا من بينهم «كامليا» التي عثر على جثتها نصف متفحمة في رمال الصحراء. قيل الكثير عن واقعة مقتل الفنانة «كامليا» وارتباطها بالملك فاروق، وعلاقة الموساد والملك فاروق بتدبير الحادث، نظرًا لارتباط كاميليا بالموساد ونقل أخبار حربية لقربها من الملك فاروق للموساد الإسرائيلي في حرب عام 1948.

## أعمالها

### في السينما
- 1947: القناع الأحمر.
- 1947: الكل يغني.
- 1948: فتنة.
- 1948: خيال امرأة.
- 1948: الروح والجسد.
- 1949: أرواح هائمة.
- 1949: الستات كدة.
- 1949: ولدي.
- 1949: القاتلة.
- 1949: نص الليل.
- 1949: صاحبة الملاليم.
- 1949: شارع البهلوان.
- 1950: امرأة من نار.
- 1950: العقل زينة.
- 1950: بابا عريس.
- 1950: المليونير.
- 1950: قمر 14.
- 1950: آخر كدبة.
- 1950: طريق القاهرة.

### مسرحيات
- خطف مراتي[7]

## روابط خارجية
- كاميليا على موقع IMDb (الإنجليزية)
- كاميليا على موقع قاعدة بيانات الأفلام العربية
- كاميليا على موقع أول موفي (الإنجليزية)
- كاميليا على موقع قاعدة بيانات الفيلم (الإنجليزية)